# إدوارد دبليو. غاردنر
إدوارد دبليو. غاردنر (بالإنجليزية: Edward W. Gardner)‏ هو لاعب بلياردو أمريكي ‏ أمريكي، ولد في 1867، وتوفي في 26 يناير 1932.